# Edo (grup humà)
Edo és la designació que reben un grup humà, una llengua i una regió de Nigèria. Altres grups de parla edo inclouen els esan, els afemai, els isoko, i els urhobo entre d'altres. També anomenats grup bini o benín, tot i que generalment se'ls coneix com a Edo. Són descendents dels fundadors de l'antic regne de Benín, situat a la zona sud/centre-occidental de Nigèria, anomenada actualment Estat d'Edo. El nom de Benín és una evolució del terme itsekhiri "Ubinu", que va entrar en ús durant el regnat de l'Oba Ewuare el Gran, cap a 1440. "Ubinu" s'utilitzava per descriure el centre reial administratiu, ciutat o capital apropiat del regne d'Edo. “Ubinu” va evolucionar més tard cap a “Bini”. Als voltants de 1485, quan els portuguesos van començar les relacions comercials, el terme esdevindria “Benín”.